# Georgios I của Hy Lạp
Georgios I hay Georg I (tiếng Hy Lạp: Γεώργιος A' Bασιλεύς των Eλλήνων, Geōrgios A', Vasileús tōn Ellēnōn; 24 tháng 12 năm 1845 – 18 tháng 3 năm 1913) là một vị vua của người Hy Lạp, trị vì từ năm 1863 tới 1913. 
Ông sinh ra là một vương tử Đan Mạch, Georgios sinh ra ở Copenhagen và dường như được định sẵn cho sự nghiệp trong Hải quân Hoàng gia Đan Mạch. Ông chỉ mới 17 tuổi khi được Quốc hội Hy Lạp bầu làm vua, sau khi Vua Otto đã bị phế truất vì không được lòng dân. Việc đề cử ông được các cường quốc đề xuất và ủng hộ: Vương quốc Anh và Ireland, Đệ Nhị Đế chế Pháp và Đế quốc Nga. Ông kết hôn với Nữ đại công tước Olga Constantinovna của Nga vào năm 1867 và trở thành quốc vương đầu tiên của một triều đại Hy Lạp mới. Hai chị em gái của ông, Vương nữ Alexandra và Vuơng nữ Dagmar, đã kết hôn với các thành viên hoàng gia Anh và Nga. Edward VII của Anh và Aleksandr III của Nga là anh em rể của ông, và George V của Anh, Christian X của Đan Mạch, Haakon VII của Na Uy và Nikolai II của Nga là cháu trai của ông.
Triều đại của Georgios kéo dài gần 50 năm (dài nhất trong lịch sử Hy Lạp hiện đại) được đặc trưng bởi các cuộc giành giật lãnh thổ khi Hy Lạp thiết lập vị thế của mình ở châu Âu trước Thế chiến thứ nhất. Anh đã nhượng lại Quần đảo Ionia một cách hòa bình vào năm 1864, trong khi Thessaly được sáp nhập từ Đế quốc Ottoman sau Chiến tranh Nga–Thổ Nhĩ Kỳ (1877–1878). Hy Lạp không phải lúc nào cũng thành công trong tham vọng lãnh thổ của mình; họ đã bị đánh bại trong Chiến tranh Hy Lạp-Thổ Nhĩ Kỳ (1897). Trong Chiến tranh Balkan lần thứ nhất, sau khi quân đội Hy Lạp chiếm được phần lớn Macedonia thuộc Hy Lạp, Georgios đã bị ám sát tại Thessaloniki vào năm 1913 bởi một kẻ vô chính phủ.

## Thiếu thời

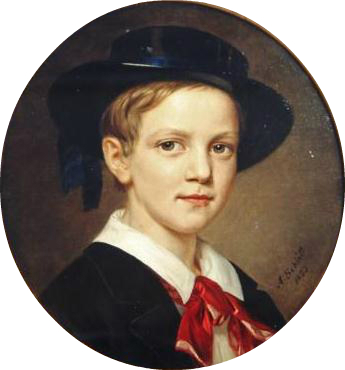
Bức chân dung vẽ bởi August Schiøtt, 1853

Georg được sinh ra vào ngày 24 tháng 12 năm 1845 tại Cung điện Vàng (18 Ameliegade, Copenhagen). Ông là con trai thứ và người con thứ ba của Vương công Christian của Schleswig-Holstein-Sonderburg-Glücksburg với Louise của Hessen-Kassel. Khi được rửa tội, ông được đặt tên là Christian Wilhelm Ferdinand Adolf Georg, và trước khi trở thành Vua Hy Lạp, ông được biết đến với cái tên là Vương tử Wilhelm, được đặt tên theo ông nội Friedrich Wilhelm, Công tước của Schleswig-Holstein-Sonderburg-Glücksburg, và Hoàng tử Wilhelm của Hessen-Kassel.

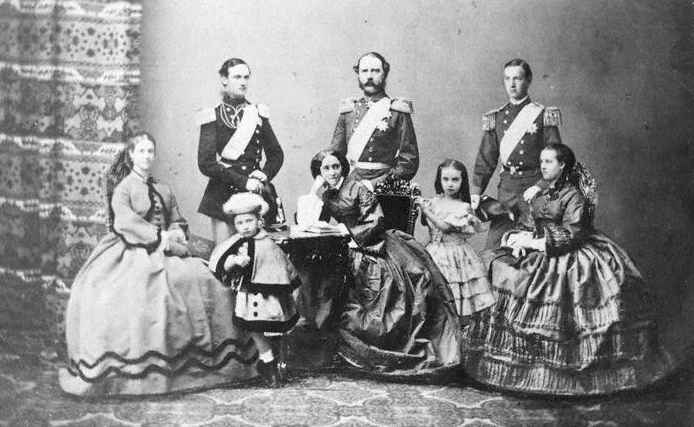
Georg và gia đình ông vào năm, 1862: (hàng dưới từ trái sang phải) Frederik, Christian IX, George; (hàng trên từ trái sang phải) Dagmar, Valdemar, Vương hậu Louise, Thyra, Alexandra

Mặc dù mang trong mình dòng máu hoàng gia (cả cha và mẹ ông đều là chắt của Frederik V của Đan Mạch và chít của George II của Anh), nhưng gia đình ông có một cuộc sống khác xa so với tiêu chuẩn hoàng gia. Tuy nhiên, vào 1853, cha của George được chỉ định làm người thừa kế của vị vua không con Frederik VII của Đan Mạch. Các anh chị em của Georg là Frederik (người về sau trở thành Vua của Đan Mạch, có con trai thứ được bầu làm Haakon VII của Na Uy vào năm), Alexandra (về sau là vợ của Edward VII của Anh và mẹ của George V), Dagmar (về sau là Hoàng hậu Mariya Fyordorovna với tư cách là vợ của Aleksandr III của Nga và mẹ của Nikolai II), Thyra (về sau là vợ của Ernst August, Thái tử của Hannover) và Valdemar.
Tiếng mẹ đẻ của Georg là tiếng Đan Mạch, và tiếng Anh là ngôn ngữ thứ hai của ông. Ngoài ra, ông cũng được dạy thêm tiếng Pháp và tiếng Đức.

## Vua của Hy Lạp

### Hôn nhân và con cái
Georgios gặp Olga Konstantinovna của Nga lần đầu tiên vào năm 1863, lúc bà 12 tuổi. Cả hai gặp nhau lần thứ hai vào tháng 4 năm 1867, khi ông tới Đế quốc Nga để thăm em gái Dagmar. Trong khi Georgios theo đạo Luther, thì những người nhà Romanov là những người Chính Thống giáo giống như đại đa số người Hy Lạp, và Georgios nghĩ một cuộc hôn nhân với một nữ đại vương công Nga sẽ giải quyết vấn đề về tôn giáo của các con ông trong tương lai. Olga chỉ mới 16 tuổi khi bà cưới Georgios tại Cung điện Mùa đông ở Sankt-Petersburg vào ngày 27 tháng 10 năm 1867. Sau tuần trăng mật tại Tsarskoye Selo, cặp đôi rời Nga tới Hy Lạp vào ngày 9 tháng 11 cùng năm. Trong hai mươi năm tiép theo, họ có với nhau tám người con:
- Konstantinos (1868–1923), về sau kết hôn với Sophie của Phổ và có với nhau sáu người con; ông là cha của những vị vua Hy Lạp Georgios II, Alexandros, và Pavlos, và là ông của Vua Konstantinos II của Hy Lạp, Vua Michael I của Romania, và Vương hậu Sophia của Tây Ban Nha;
- Georgios (1869–1957), kết hôn với Công chúa Marie Bonaparte và có hai người con;
- Alexandra (1870–1891), kết hôn với Đại vương công Pavel Aleksandrovich của Nga và có hai người con;
- Nikolaos (1872–1938), kết hôn với Nữ đại vương công Yelena Vladimirovna của Nga và có ba người con;
- Maria (1876–1940), kết hôn lần đầu với Đại vương công Georgiy Mikhaylovich của Nga, cả hai có với nhau hai người con, và lần thứ hai với Perikles Ioannidis;
- Olga (1880), qua đời khi mới bảy tháng tu;
- Andreas (1882–1944), kết hôn với Alice xứ Battenberg và có với nhau năm người con; ông là cha của Philip, Vương tế Anh.
- Kristoforos (1888–1940), kết hôn lần đầu tiên với góa phụ người Mỹ Nancy Stewart Worthington Leeds và lần thứ hai với Công chúa Françoise xứ Orléans, cả hai có với nhau một người con.

## Danh hiệu
- Đan Mạch:[8]
  - Hiệp sĩ Con voi, 6 tháng 6 năm 1863 – trong buổi lễ lên ngôi với tu cách là Vua của người Hellen[9]
  - Chữ thập Danh dự của Huân chương Dannebrog, 9 tháng 9 năm 1863
  - Đại chỉ huy của Dannebrog, 30 tháng 6 năm 1871
  - Huy chương Kỷ niệm Đám cưới Vàng của Christian IX và Vương hậu Louise
- Nga: Hiệp sĩ của Thánh Andrew, tháng 9 năm 1863[10]
- Phổ: HIệp sĩ Đại bàng Đen, 8 May 1867[11]
- Ý: Hiệp sĩ của Lễ báo tin, 15 tháng 10 năm 1867[12] a
- Đế quốc Áo-Hung: Đại chữ thập của Huân chương thánh Stephen của Hungary, 1867[13]
- Thụy Điển: Hiệp sĩ Seraphim, với vòng cổ, 17 tháng 4 năm 1868[14]
- Các công quốc Ernestine: Đại chữ thập của Huân chương nhà Sachsen-Ernestine, 1869[15]
- Tây Ban Nha:
  - Đại chữ thập của Huân chương Karl III, 12 tháng 5 năm 1869[16]
  - Hiệp sĩ Lông cừu vàng, 12 tháng 11 năm 1871[17]
  - Đại chữ thập của Công trạng Hải quân, với giải thưởng Trắng, 27 tháng 1 năm 1892[18]
- Anhalt: Đại Chữ thập của Huân chương Albert Gấu, 1870[19]
- Brunswick: Đại Chữ thập của Huân chương Heinrich Sư tử, 1871[20]
- Mecklenburg: Đại chữ thập của Vương miện Wend, với Crown in Ore, 24 tháng 8 năm 1871[21]
- Württemberg: Đại Chữ thập của Vương miện Württemberg, 1871[22]
- Bản mẫu:Country data Sachsene-Weimar-Eisenach: Đại chữ thập của Chim ưng trắng, 1873[23]
- Baden:
  - Hiệp sĩ của Huân chương Nhà Fidelity, 1876[24]
  - Đại chữ thập của Sư tử Zähringer, 1876[25]
- Anh Quốc:
  - Hiệp sĩ Hải ngoại của Garter, 12 tháng 7 năm 1876[26]
  - Đại Chữ thập Danh dự của Huân chương Hoàng gia Victoria, 8 tháng 3 năm 1901[27]
  - Chuỗi Hoàng gia Victorian, 27 tháng 11 năm 1905[28]
- Đại công quốc Hessen: Đại Chữ thập của Huân chương Ludwig, 18 tháng 9 năm 1879[29]
- Pháp: Đại Chữ thập của Bắc Đẩu Bội tinh, 1880[30]
- Bayern: Hiệp sĩ của Thánh Hubert, 1892[31]
- Na Uy: Đại Chữ thập của Thánh Olav, với Vòng cổ, 6 tháng 10 năm 1906[32]
- România: Vòng cổ của Huân chương Carol I, 1912[33]
- Sachsen: Hiệp sĩ của Vương miện Rue[34]